# 프란츠 안톤 메스머

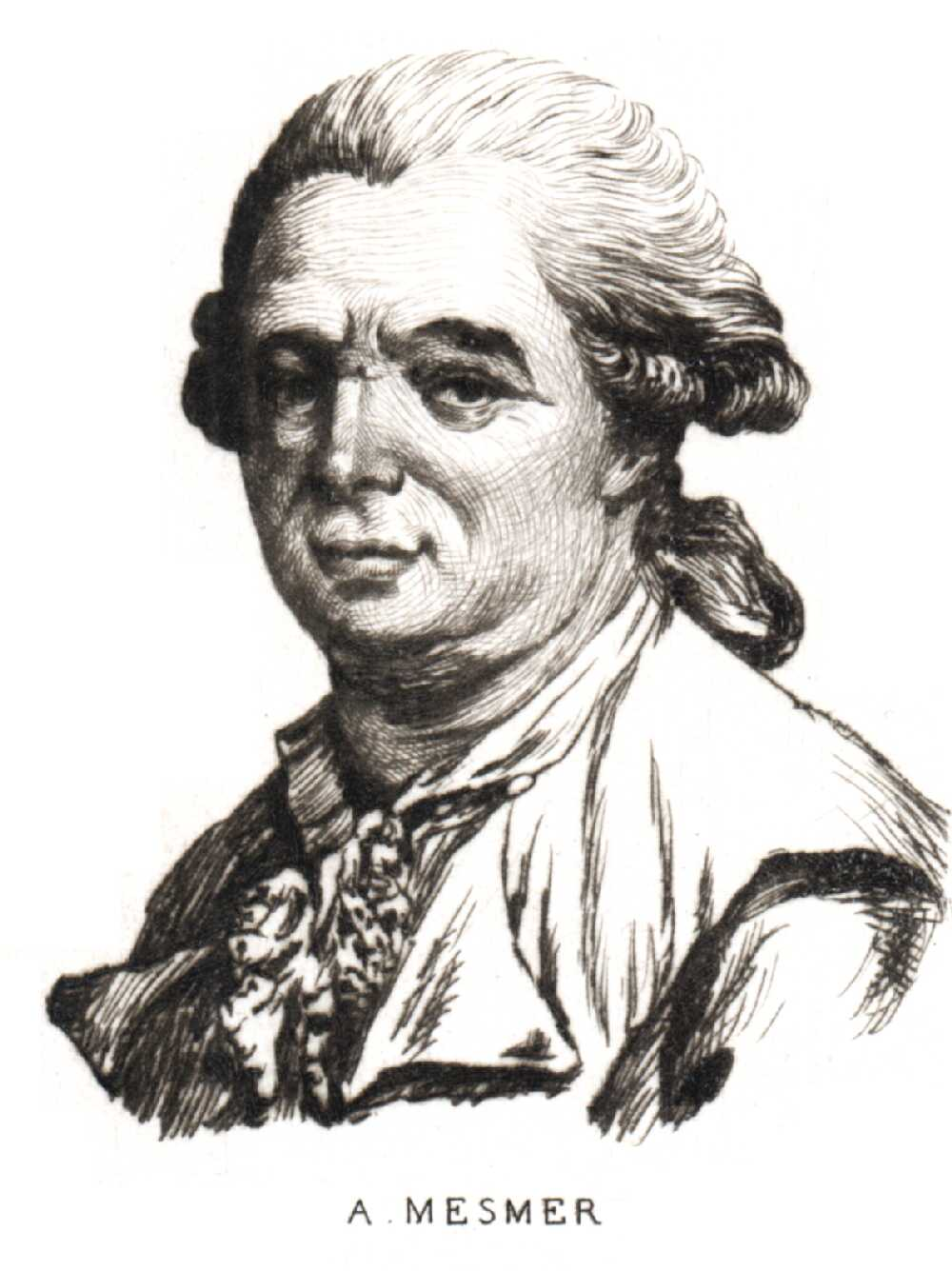
프란츠 안톤 메스머

프란츠 안톤 메스머(독일어: Franz Anton Mesmer, 1734년 5월 23일 ~ 1815년 3월 5일)은 독일의 의사이다. 최면술을 뜻하는 용어 중 하나인 mesmerism은 메스머의 이름에서 유래한 것이다.

## 생애

### 초년
메스머는 1734년 5월 23일 슈바벤에 위치하고 콘스탄츠 호 연안의 마을인 이츠낭에서 태어났다. 그는 빈 대학교에서 판 슈비텐과 드 하엔 등 당시에 앞서나가던 학자들에게서 의학을 공부하였고, 학위를 취득하였다. 점성술에 관심이 있었던 메스머는 하늘의 별들이 지구에서 살아가는 생물들에게 영향을 끼친다고 생각하였다. 그는 이러한 생각을 1766년에 De planetarum influxu로 출판하였다.

### 동물 자력
1775년 메스머는 요한 조제프 가스너와 만난 자리에서 성직자가 귀신을 쫓아냄으로써 병을 치료할 수 있다는 생각을 하게 되었고, 이후 메스머는 자기력이 아닌, 자신의 체내에 어떠한 힘을 사용하여 다른 사람들에게 영향을 줄 수 있다고 주장하게 되었다. 그는 이 힘이 우주에 충만해 있으며, 특히 사람의 신경계에 영향을 준다고 주장하였다. 그는 체내에 유체가 흐르고 있으며, 유체는 자력에 영향을 받는다고 주장하였다. 또한 질병은 이 유체의 흐름에 이상이 있어서 생기는 것이고, 숙달된 사람은 이를 이용하여 병을 치료할 수 있다고 생각하였다. 이러한 그의 동물 자력 이론은 메스머로 하여금 빈의 의사들에게서 사기꾼으로 비판받도록 하였다.

### 파리에서의 검증

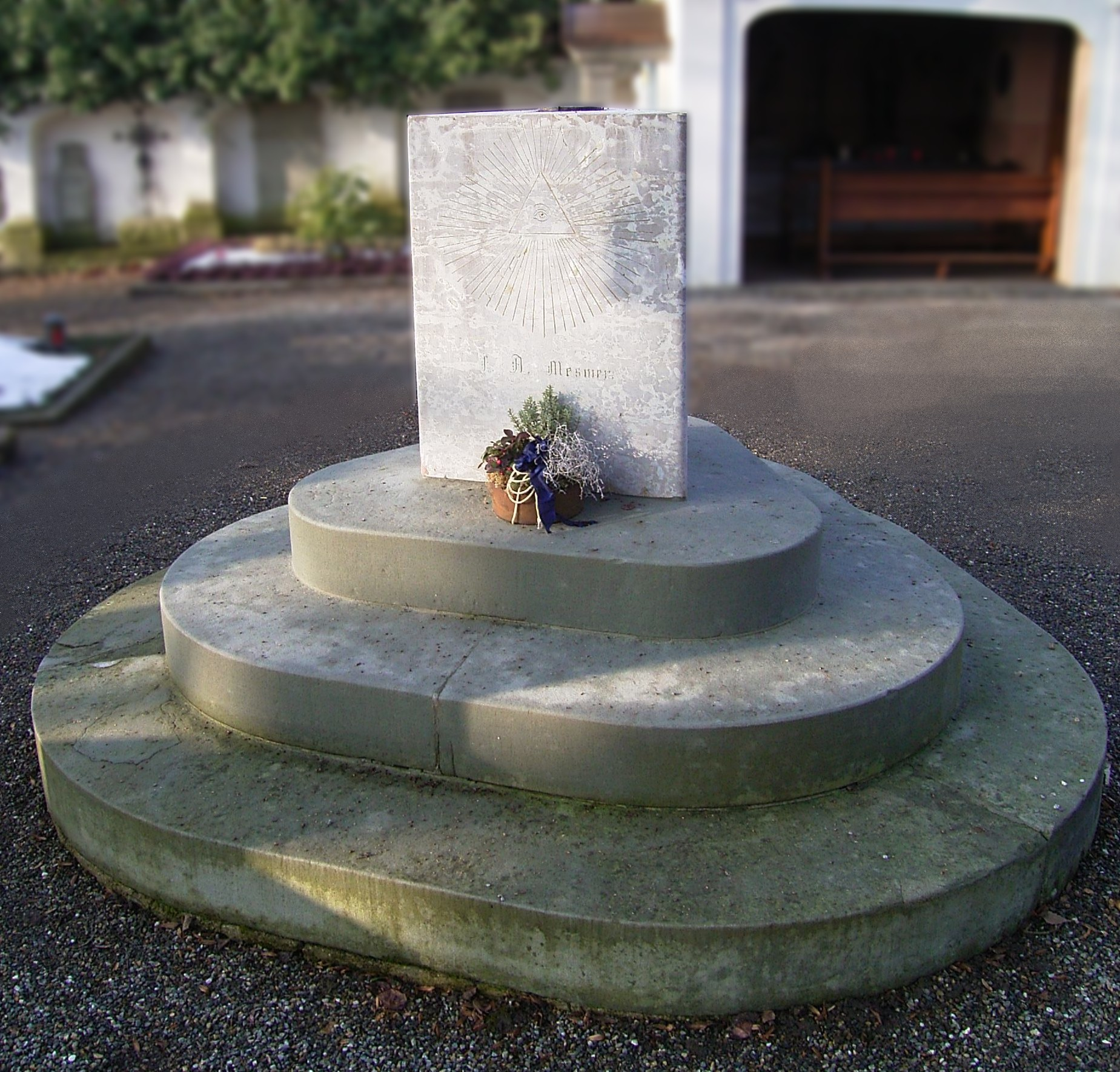
메어스부르크에 위치한 메스머의 무덤

메스머는 1778년 파리로 이주하였고, 그 곳에서 잠시 동안 많은 사람들의 관심을 끌었다. 그러나 마찬가지로 많은 논란을 불러 일으켰고, 파리의 의학자들의 분노를 불러일으켰다. 그럼에도 불구하고 많은 사람들은 메스머를 찾았으며 따라서 그는 많은 돈을 벌 수 있었다. 결국 1784년 정부는 의사들과 프랑스 과학 아카데미의 위원들로 하여금 메스머의 방법을 검증하도록 하였다. 화학자 앙투안 라부아지에, 의사 조제프이냐스 기요탱, 천문학자 장 실뱅 바이이, 미국 대사 벤저민 프랭클린 등이 이 작업에 참여하였다. 이들은 메스머의 유체가 존재한다는 증거가 없다고 결론지었다. 결국 메스머는 명예를 잃었으며, 그의 방법은 한낱 요술에 불과하다고 평가받았다. 그는 파리에서 추방되었으나 예전히 신봉자들이 많아서 부유하게 살다가 1815년 3월 5일 메어스부르크에서 사망하였다. 메스머의 제자들은 메스머의 방법을 계속 연구하여 최면술의 기초까지 확립하였다.

## 같이 보기
- 메스머주의

 본 문서에는 현재 퍼블릭 도메인에 속한 브리태니커 백과사전 제11판의 내용을 기초로 작성된 내용이 포함되어 있습니다.